# ベルヴェデーレのトルソ

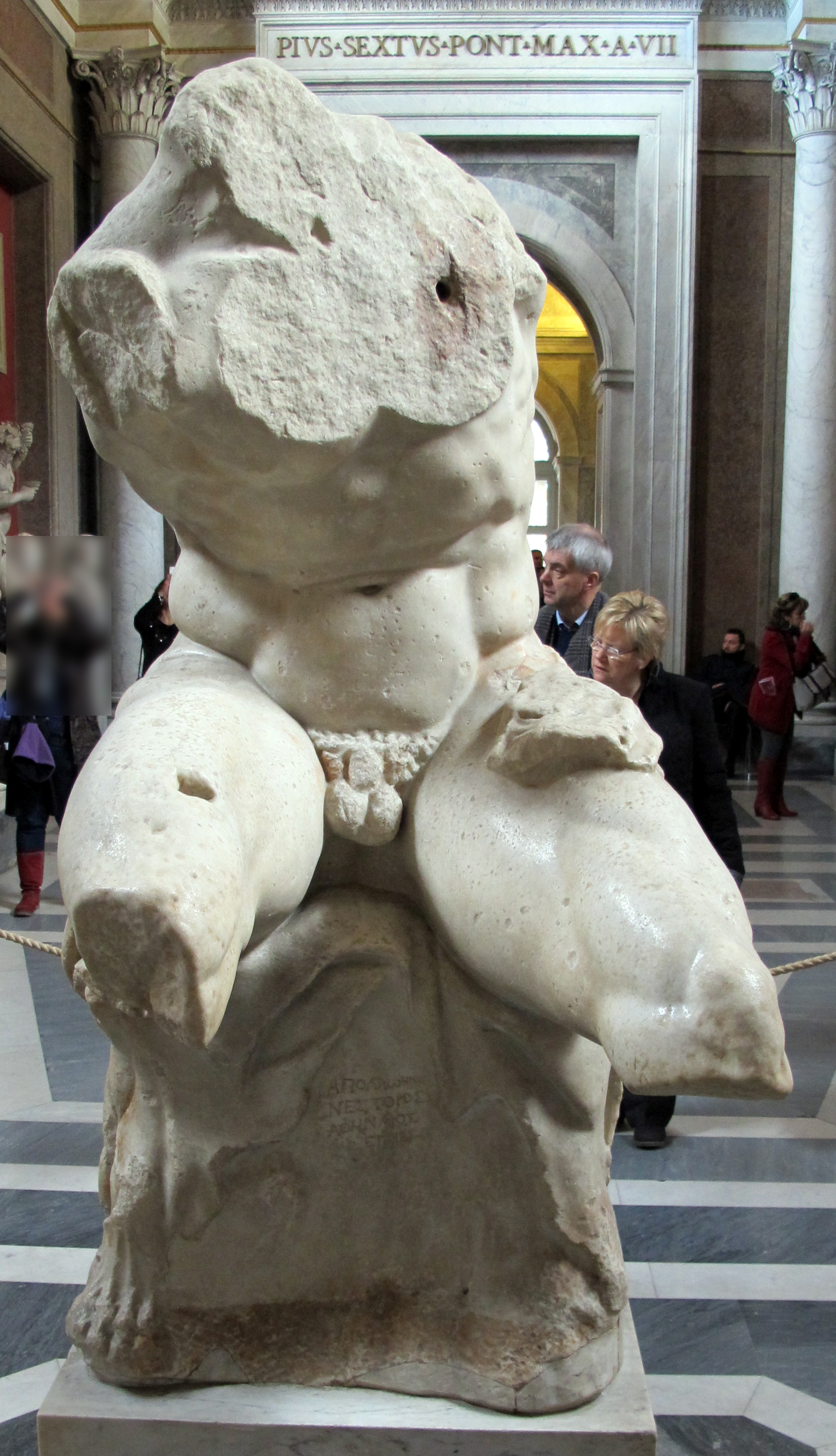
ベルヴェデーレのトルソ

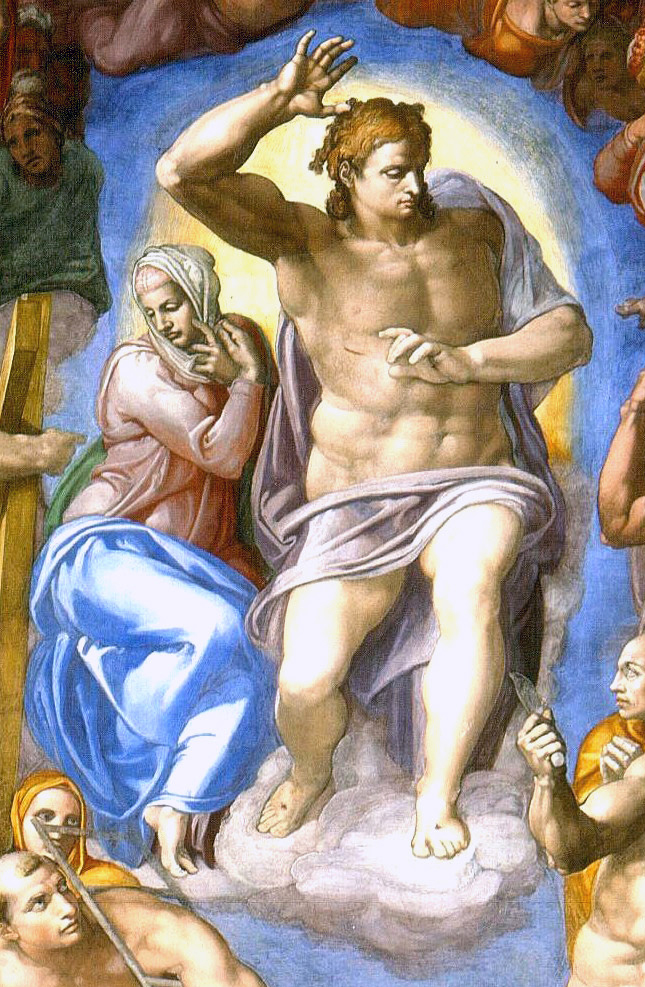
ミケランジェロの最後の審判。 画面中央に位置する再臨したキリストは裁きを行い永遠の生命を与えられる者と、地獄に墜ちる者を分ける。胴体の部分はベルヴェデーレのトルソから着想している。

ベルヴェデーレのトルソは、高さ 1.59 メートル (5.2 フィート) の男性の裸体の断片的な大理石の彫像で、1430 年代からローマにあったことが知られており、台座の正面に目立つように「アテナイのネストルの息子、アポロニオス」の署名が刻まれているが古代文献では記されていない人物である。現在、バチカン美術館のピオ・クレメンティーノ美術館（Inv. 1192）に収蔵されている。
かつては紀元前1世紀のオリジナルであると考えられていたが 、現在では紀元前 1 世紀または紀元後 1 世紀の古い像のコピーであり、オリジナルはおそらく紀元前 2 世紀初頭に作られたものと考えられている。

## 像のモデル
筋肉質の男性の人物は動物の皮の上に座っているが、その正確な身元についてはまだ議論の余地がある。 定説ではネメアーの獅子の皮の上に座るヘラクレスとされてきたが、最近の研究ではその皮がヒョウの皮であると特定され、他の可能性について検討されている（ポリュペーモスやマルシュアースである可能性）。 バチカン美術館のウェブサイトによると「最も有力な仮説は、自害を考えているテラモーンの息子、大アイアースと思われる」とある。

## 再発見後の来歴
この像は、ローマのモンテ・カヴァッロにあるプロスペロ・コロンナ枢機卿家の邸宅にあるコレクションに1433年から存在が記録されている。それは彫像が賞賛されたからではなく、古物収集家で碑文作者チリアコ・ダンコーナ（または彼の近親者）がその碑文に言及したことに由来する。1500年頃には、彫刻家のアンドレア・ブレーニョの手に渡っていた。1527年のローマ劫掠の際もコロンナ宮殿に残されていたが、その際に多少の損傷を受けた。1530年から1536年にかけて、この彫刻はローマ法王によって買い上げられた。どのようにしてバチカンのコレクションに入ったのか詳細は不明だが、16世紀半ばまでにベルヴェデーレの中庭に設置され、ベルヴェデーレのアポロンやその他の有名なローマ彫刻とともに展示された。 レオナルド・バーカン氏は、「ラオコーンは発掘からベルヴェデーレの列聖までに2か月かかったが、トルソは100年かかった」と述べた。
ねじれたポーズと筋肉質の胴体は、ミケランジェロやラファエロなど、ルネサンス、マニエリスム、バロックの芸術家に大きな影響を与え、古典復興のきっかけとなった。ミケランジェロのこのトルソへの賞賛は生前から広く知られており、 別名「ミケランジェロの学校」と呼ばれていた。 伝承によれば、教皇ユリウス2世がミケランジェロに腕、足、顔の付いた彫像の断片を完成させるよう依頼したと言われている。 彼はそれを変更するには美しすぎると言って丁重に断り、その代わりシスティーナ礼拝堂の天井に描かれたいくつかの人物はそれから着想を得ている。天井の縁に沿って描かれたシビュラや預言者、そして最後の審判の復活のキリストと聖バーソロミューの両方がそうである。 トルソを描いた最も古い素描としてはアミコ・アスペルティーニによる1500年～1503年頃のものが知られている。 他にマールテン・ファン・ヘームスケルクによる1532年～1536年頃の作品、ヘンドリック・ホルツィウスによる1590年頃の作品がある。ベルヴェデーレのトルソは、ジョヴァンニ・アントニオ・ダ・ブレシアによる1515年頃の版画によって、ローマに行けない愛好家や芸術家の基本的知識となった。 ベルヴェデーレのトルソは、17世紀から18世紀に賞賛された数少ない古代彫刻の1つであり、その評価は現代でも損なわれていない。
16世紀にはいくつかの小さなブロンズ像が作られ、多くの場合、座ったヘラクレス像として紹介された。
ベルヴェデーレのトルソーは、2015年「古代ギリシャ美術における身体(Defining Beauty：the body in ancient Greek art)」展のため大英博物館へ貸し出され、展示の目玉となった。

## ギャラリー

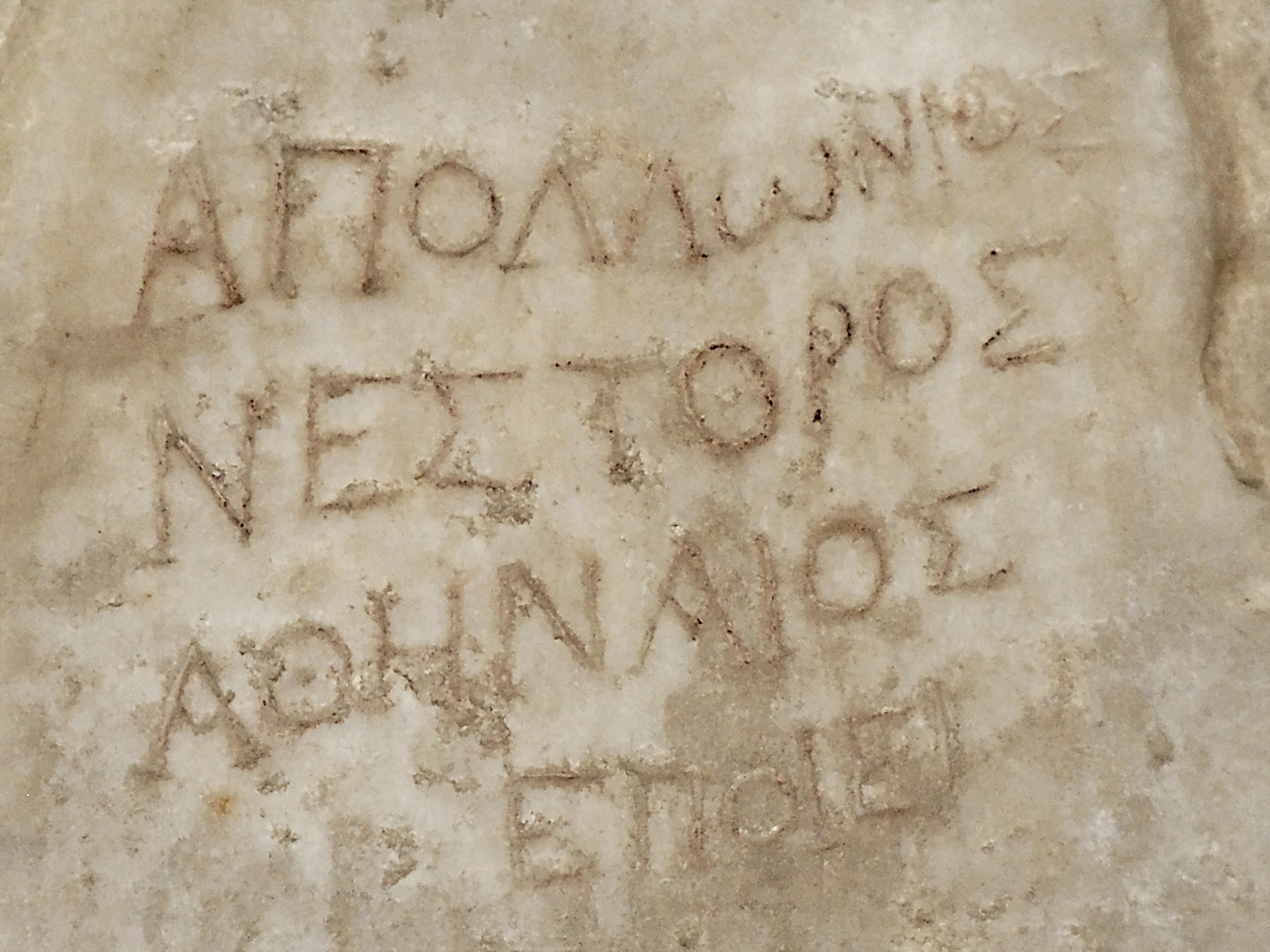
ギリシャ語の台座の碑文
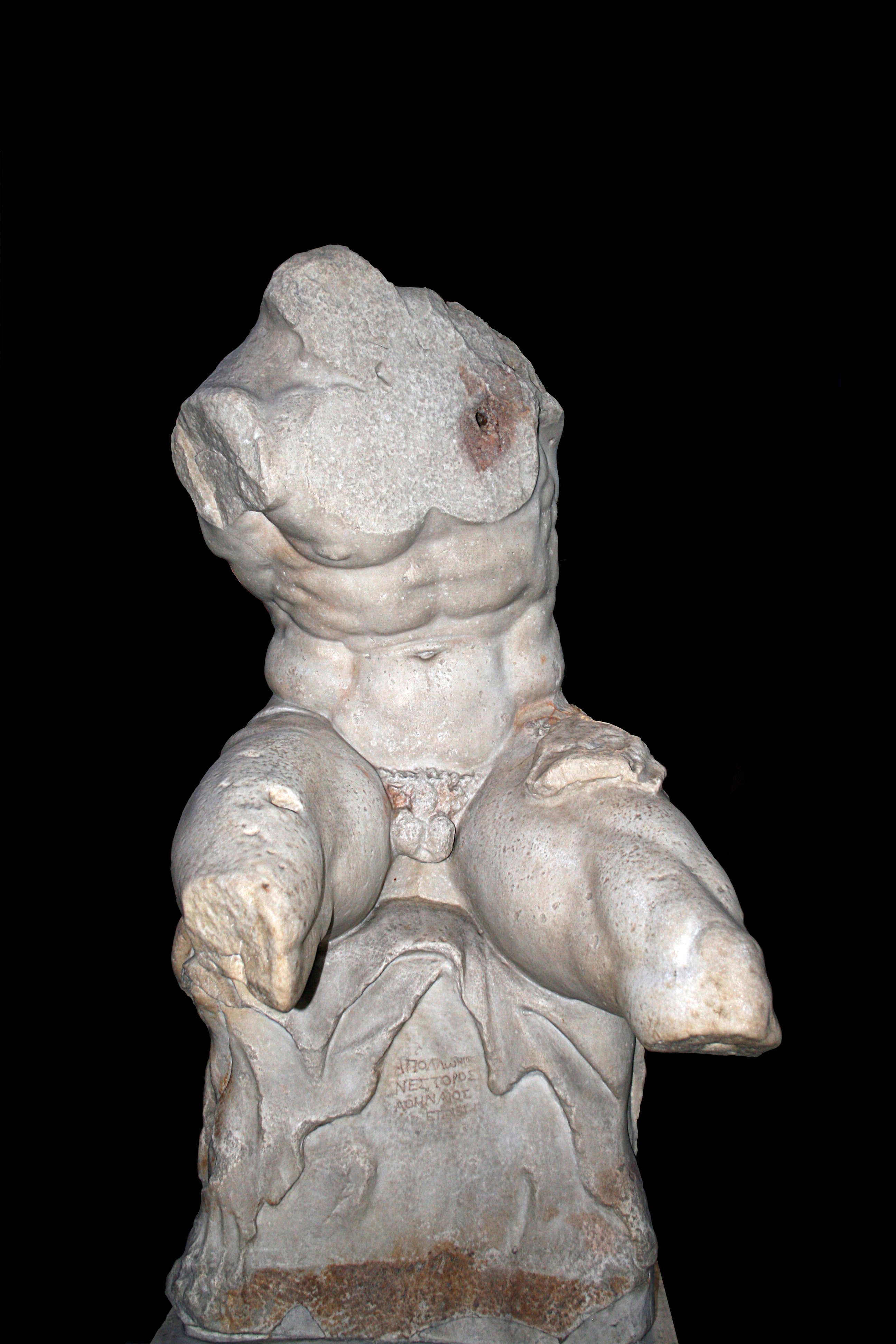
台座を示す正面画像、暗い状態
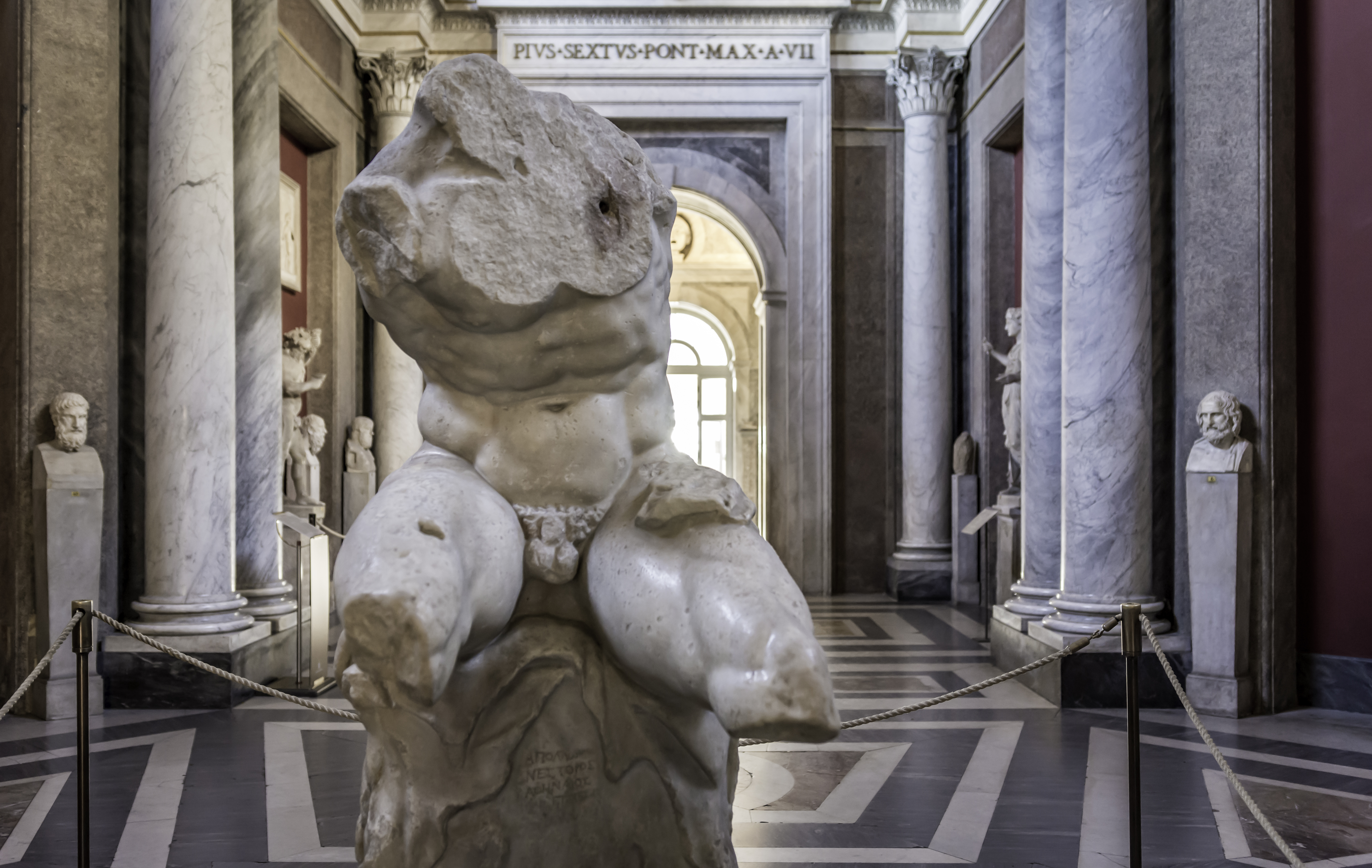
ベルヴェデーレのトルソ、正面
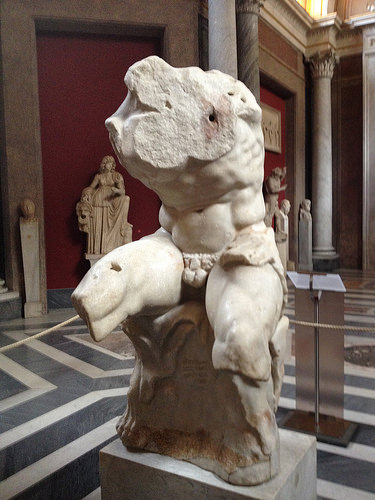
ベルヴェデーレのトルソ、中間位置
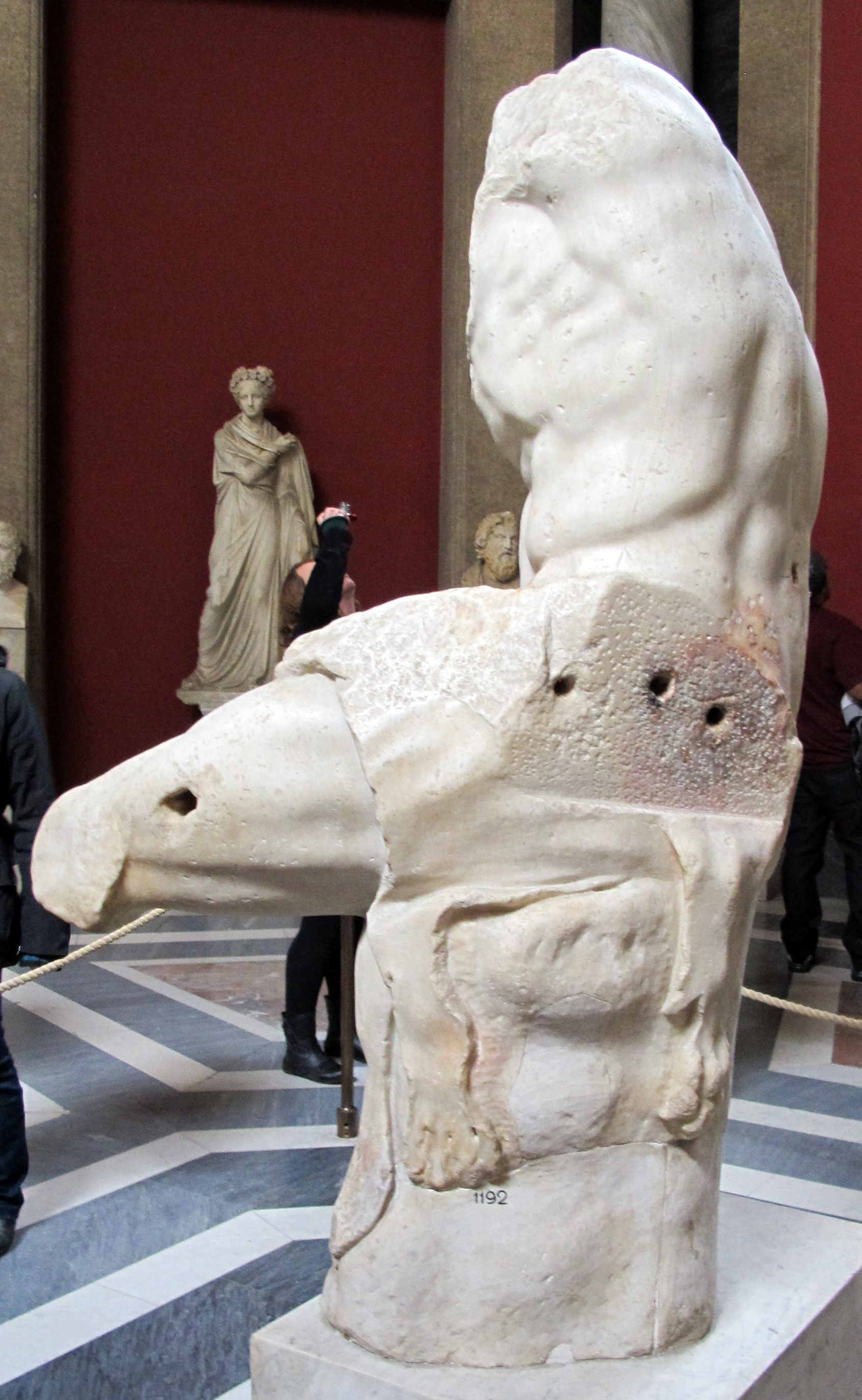
ベルヴェデーレのトルソ、左側面
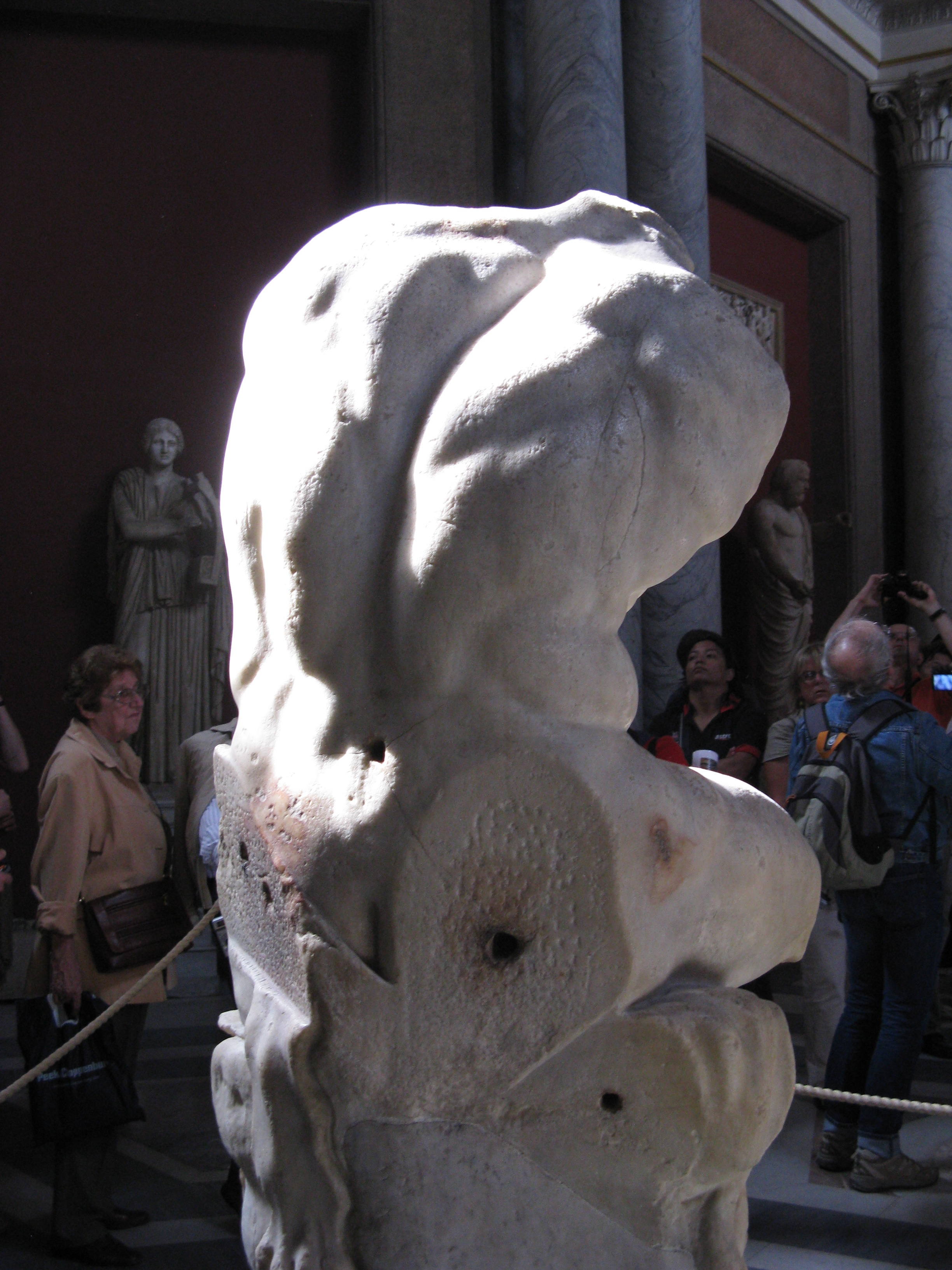
ベルヴェデーレのトルソ、背面、日に照らされた状態
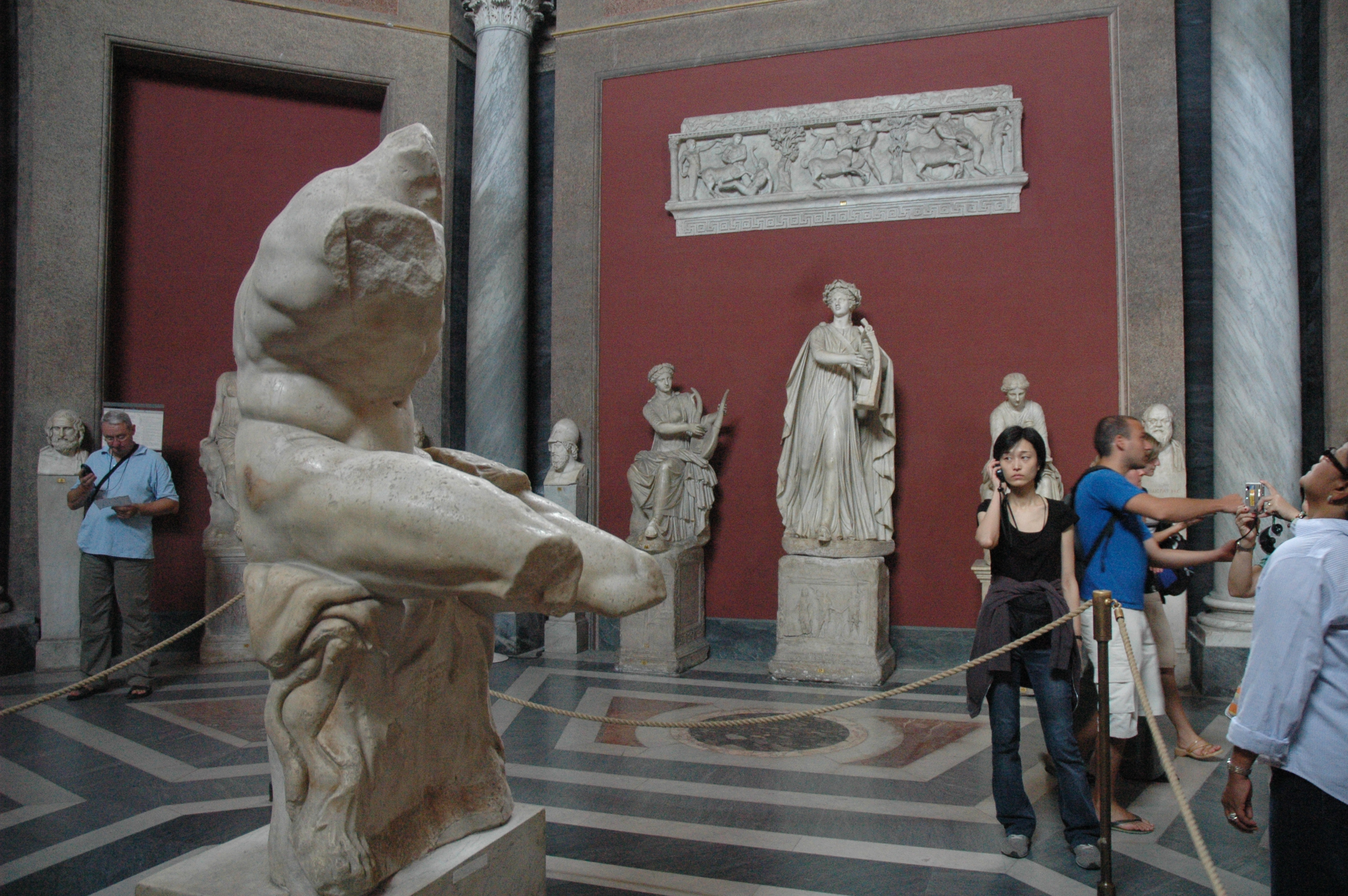
ベルヴェデーレのトルソ、右側面
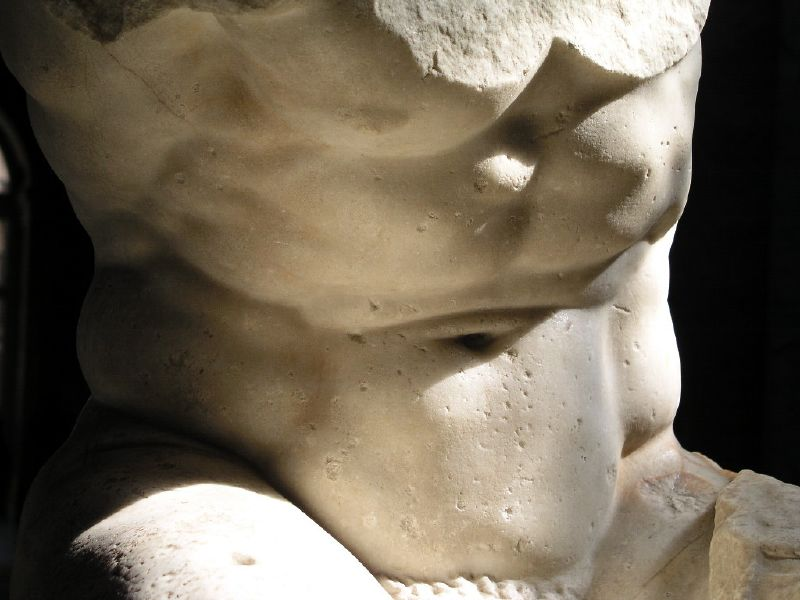
ベルヴェデーレのトルソ、部分、腹部
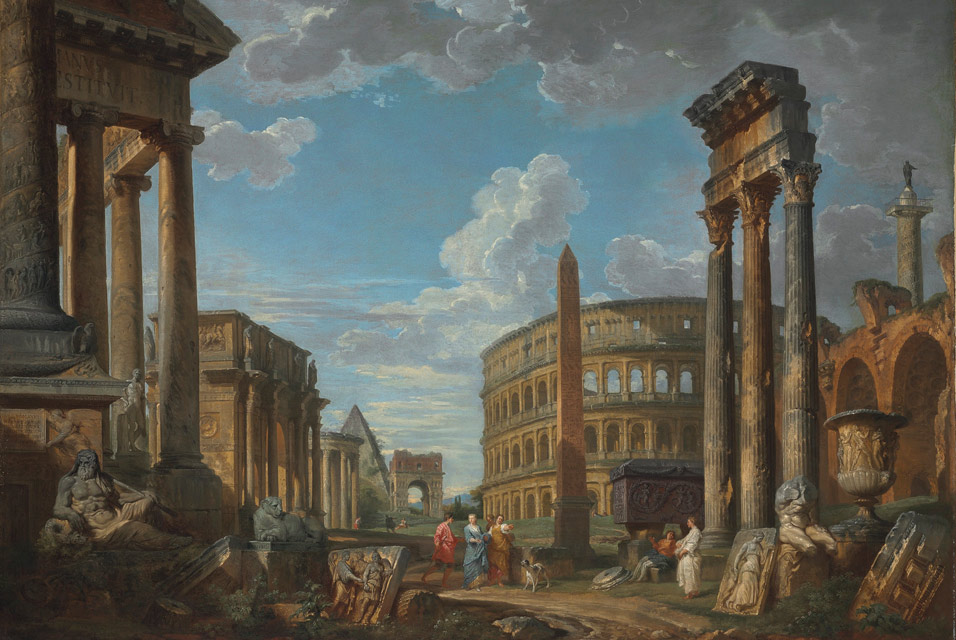
ジョバンニ・パオロ・パンニーニによるカプリッチョに描かれたトルソ（右前景）
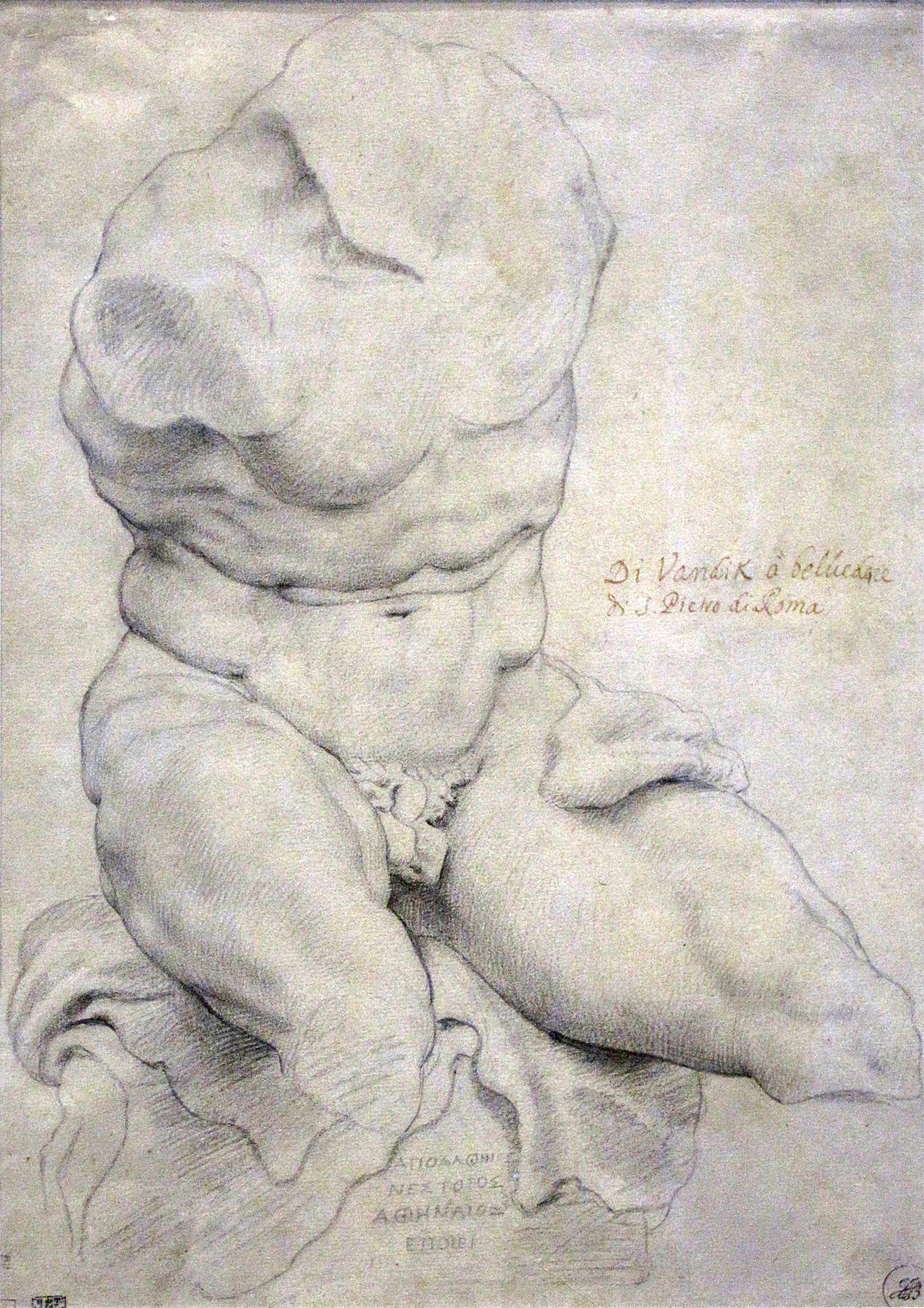
ピーテル・パウル・ルーベンスのベルベデーレのトルソを模した素描、ルーベンスの家 (RH.S.109).
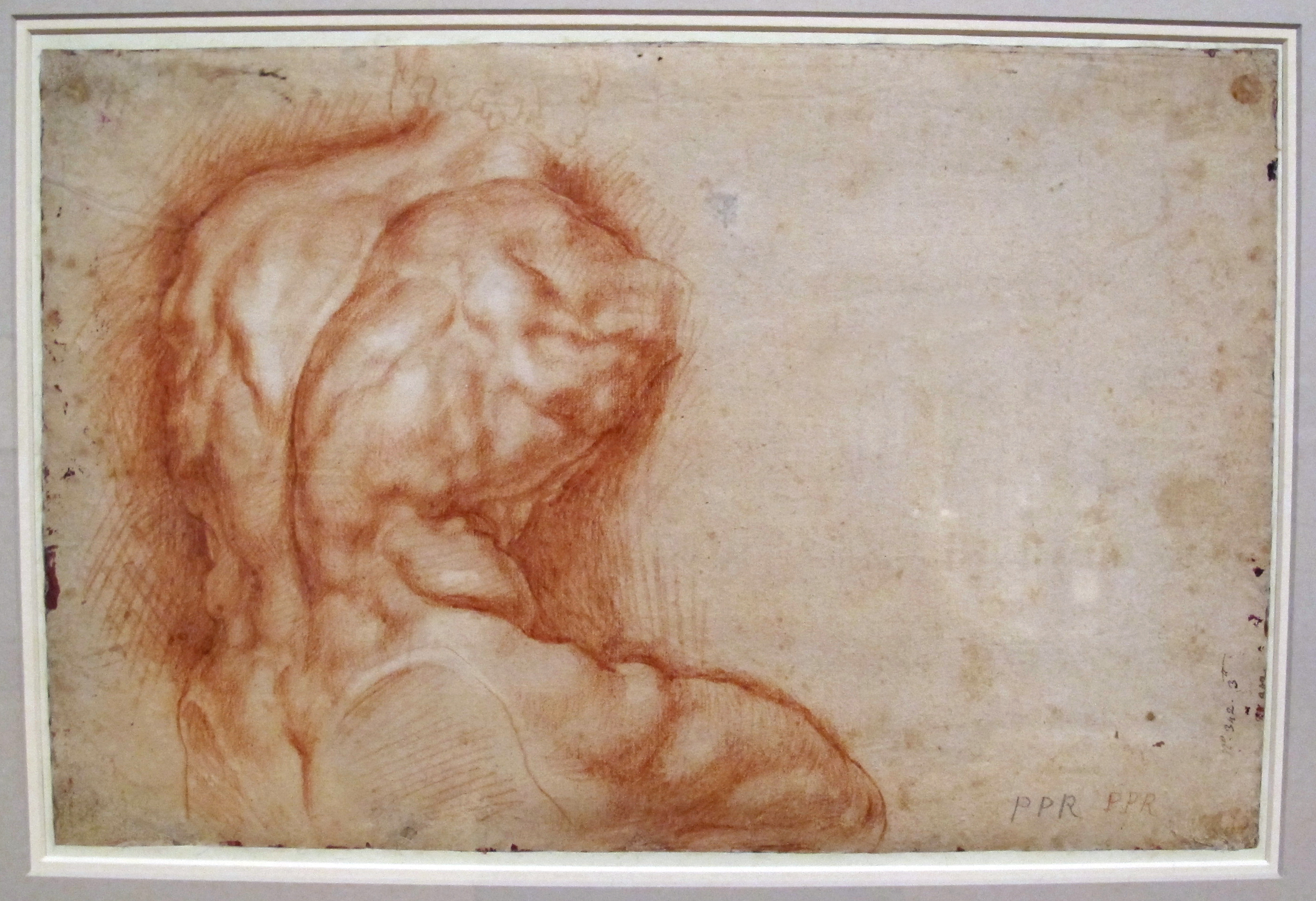
ピーテル・パウル・ルーベンスのベルベデーレのトルソを模した習作、メトロポリタン美術館
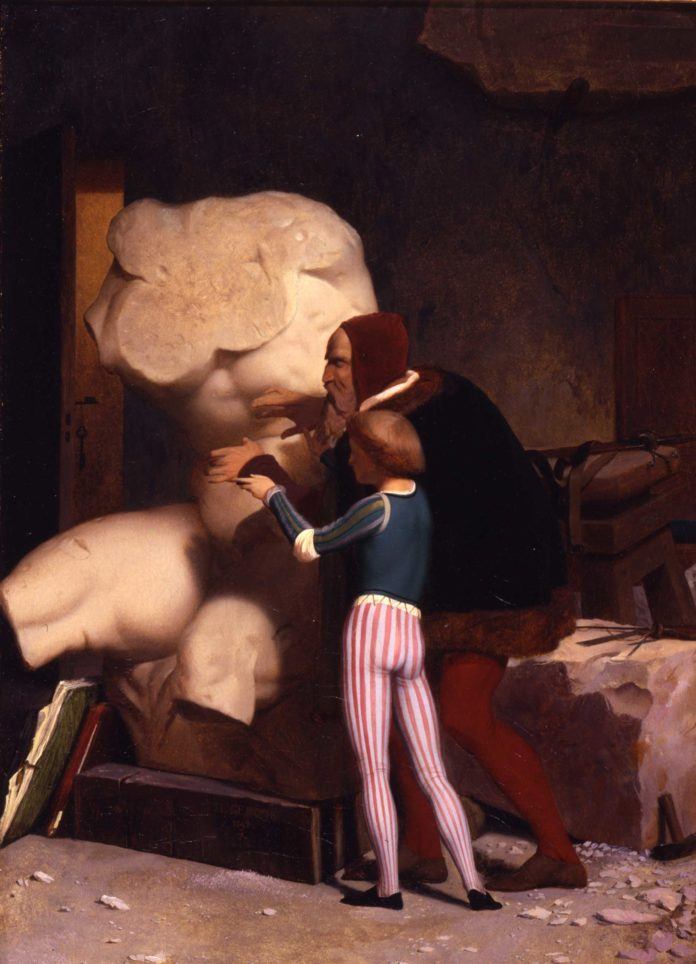
『ベルヴェデーレのトルソを見せられるミケランジェロ』 ジャン＝レオン・ジェローム, 1849年. ダーヘシュ美術館.